# Борнарево
Борнарево (болг. Борнарево) — село в Болгарии. Находится в Перникской области, входит в общину Радомир. Население составляет 53 человека.

## Политическая ситуация
Борнарево подчиняется непосредственно общине и не имеет своего кмета.
Кмет (мэр) общины Радомир — Красимир Светозаров Борисов (Болгарская социалистическая партия (БСП)) по результатам выборов.